# 利斯-上莱永
利斯-上莱永（法語：Lys-Haut-Layon，法語發音：[lis o lɛjɔ̃] ⓘ）是法国曼恩-卢瓦尔省的一个市镇，位于该省南部，属于绍莱区。

## 地名
该市镇得名于两条河流：利斯河与莱永河。

## 历史
利斯-上莱永成立于2016年1月1日，由以下7个市镇合并而成：
- 莱塞尔克苏帕萨旺（Les Cerqueux-sous-Passavant）
- 拉福斯德蒂涅（La Fosse-de-Tigné）
- 莱永河畔尼埃伊（Nueil-sur-Layon）
- 唐夸涅（Tancoigné）
- 蒂涅
- 特雷蒙（Trémont）
- 维耶（其于1974年由圣伊莱尔迪布瓦和勒瓦德两个市镇合并而成）

其中政府驻地为维耶。

## 地理
利斯-上莱永（47°8'46"N, 0°31'56"W）面积178.84 平方千米，位于法国卢瓦尔河地区大区曼恩-卢瓦尔省，该省份为法国西部内陆省份，大致对应安茹地区，北起顺时针与马耶讷省、萨尔特省、安德尔-卢瓦尔省、维埃纳省、德塞夫勒省、旺代省、大西洋卢瓦尔省和伊勒-维莱讷省接壤。
与利斯-上莱永接壤的市镇（或旧市镇、城区）包括：塞尔尼松、科龙、蒙蒂耶、拉普兰、圣保罗迪布瓦、安茹地区舍米耶、圣莫里斯-埃蒂松、安茹地区杜埃、瓦勒昂维涅、莱永河畔欧比涅、莱永河畔克莱雷、圣马凯尔迪布瓦、莱永河畔帕萨旺、洛雷达让通。
利斯-上莱永的时区为UTC+01:00、UTC+02:00（夏令时）。

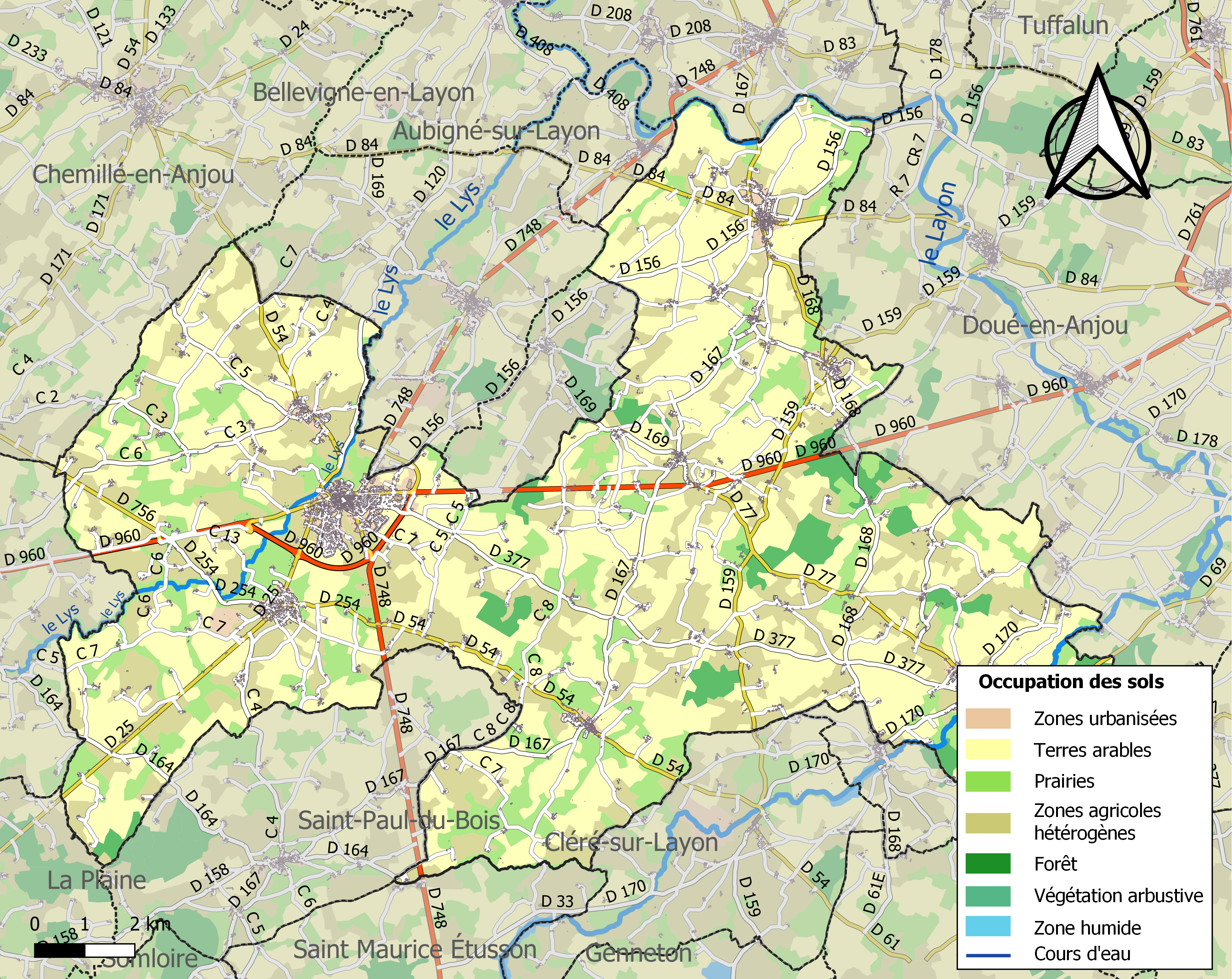
利斯-上莱永的OSM定位图

## 行政
利斯-上莱永的邮政编码为，INSEE市镇编码为49373。

## 政治
利斯-上莱永所属的省级选区为绍莱第二县。

## 人口
利斯-上莱永于2022年1月1日时的人口数量为7722人。